# Niconiades
Niconiades is een geslacht van vlinders van de familie dikkopjes (Hesperiidae), uit de onderfamilie Hesperiinae.

## Soorten
- N. caeso (Mabille, 1891)
- N. cydia (Hewitson, 1876)
- N. gladys Evans, 1955
- N. linga Evans, 1955
- N. loda Evans, 1955
- N. merenda (Mabille, 1878)
- N. nabona Evans, 1955
- N. nikko Hayward, 1948
- N. pares (Bell, 1959)
- N. parna Evans, 1955
- N. reducta Bell, 1930
- N. tina Nicolay, 1980
- N. viridis (Bell, 1930)
- N. xanthaphes Hübner, 1821
- N. yoka Evans, 1955